# Двигатель Nissan Z
Nissan Z — серия двигателей внутреннего сгорания объёмом 1,6—2,4 л, выпускавшихся компанией Nissan с 1978 по август 1989 года. Все двигатели семейства имели 4 цилиндра, 8 клапанов и клапанный механизм SOHC.
Блоки цилиндров всех двигателей, за исключением Z24, идентичны предыдущей серии — L. В то время как двигатели Z16 и Z18 имели высоту палубы, аналогичную более ранним вариантам L13/L14/L16/L18, у Z24 была более высокая высота палубы для обеспечения более длинного хода.
Наиболее заметным отличием от предшественника является внедрение новой головки блока цилиндров с поперечным потоком, которая снизила выбросы за счёт перемещения впускных отверстий на правую сторону двигателя напротив выпускных отверстий. Это изменение позволяет скорости выпускного отверстия более эффективно очищать цилиндр и уменьшать импульсы реверсирования для повышения индукции. Это изменение также ограничивает максимальный подъём клапанов/профили подъёма лепестков, что делает конфигурацию головки блока цилиндров и клапанного ряда нежелательной для высокопроизводительных применений.
К 1989 году серия Z была заменена сериями NA и KA.

## Z16
Z16 впервые был представлен в 1978 году на Nissan Violet A11. Предлагаемый на избранных зарубежных рынках, двигатель оснащался одним карбюратором с понижающим потоком. Позже двигатель стал устанавливаться на Datsun Bluebird (910) для внутреннего рынка Японии и на некоторые коммерческие автомобили Nissan.

### Технические характеристики
- Объём двигателя: 1,6 л (1595 см3)
- Диаметр цилиндра: 83 мм
- Ход поршня: 73,7 мм
- Степень сжатия: 8,8:1
- Мощность: 70 кВт (94 л. с.) при 6000 об/мин
- Крутящий момент: 132 Н⋅м при 3600 об/мин

### Устанавливался на
- 1982—1986 Datsun 720
- Nissan Navara (D21)
- 1979 Nissan Bluebird 810
- Nissan Bluebird 910
- Nissan Atlas (F22)
- Nissan Skyline (C210)
- Nissan Violet (A10)

### Z16S
Z16S являлся вариантом Z16 с карбюратором.

### Z16E
Z16E являлся вариантом Z16S с электронным впрыском топлива. Впервые был представлен на Nissan Violet. Внутреннее устройство почти аналогично Z16S

#### Технические характеристики
- Мощность: 77 кВт (104 л. с.) при 6000 об/мин
- Крутящий момент: 135 Н⋅м при 4000 об/мин

#### Устанавливался на
- Nissan Violet (A11)

## Z18
Z18 дебютировал в 1978 году. Его объём составляет 1,8 л (1770 см3), диаметр цилиндра — 85 мм, а ход поршня — 78 мм. С 1980 года двигатель оснащался двойным карбюратором. Мощность варьируется от 57 до 77 кВт (76—104 л. с.) при 5600—6000 об/мин.

### Технические характеристики
- Объём: 1,8 л (1778 см3)
- Степень сжатия: 8,8:1
- Мощность: 77 кВт (104 л. с.) при 6000 об/мин
- Крутящий момент: 147 Н⋅м при 3600 об/мин

### Устанавливался на
- Nissan Bluebird (811)
- Nissan Bluebird/Datsun 180B (P910)
- 11.1978—11.1980 Nissan Laurel/Datsun 180L (PC231)
- 09.1982—11.1980 Nissan Laurel (C31)
- Nissan Leopard 1800 (JF30)
- Nissan Silvia/Nissan Gazelle (S110)
- Nissan Skyline 1800/Datsun 180K (PC211)
- Nissan Skyline 1800 (PJR30)
- Nissan Violet/Auster/Stanza/Datsun 180J (RA11)
- 1982—1985 Datsun Truck (D720)
- Datsun Truck (D21)

## Z18E
Z18E является версией Z18 с электронным впрыском топлива и инжекторной системой подачи топлива. Объём составляет 1,8 л (1770 см3). Двигатель устанавливался на автомобили Nissan на японском домашнем рынке. Мощность составляет 85 кВт (113 л. с.) при 6200 об/мин. Впервые двигатель был представлен в 1980 году на Nissan Bluebird.

### Устанавливался на
- Nissan Bluebird 910
- Nissan Skyline 1800TI (C210)
- Nissan Skyline 1800TI (R30)

## Z18ET
Z18ET является версией Z18 с электронным впрыском топлива, инжекторной системой подачи топлива и турбонаддувом. Его мощность составляла 99 кВт (133 л. с.). Впервые двигатель был представлен в 1979 году на Silvia/Gazelle (S110). В значительной степени двигатель устанавливался на автомобили Nissan на японском домашнем рынке.

### Устанавливался на
- 1979—1983 Nissan Silvia S110
- 1979—1986 Datsun Bluebird 910 — мощность 99 кВт (133 л. с.) при 6000 об/мин; крутящий момент 196 Н⋅м при 3600 об/мин

## Z20S
Объём карбюраторного двигателя Z20S составляет 2,0 л (1952 см3), диаметр цилиндра — 85 мм, а ход поршня — 86 мм. Серийно двигатель выпускался с 1979 по 1988 год. Пришёл на смену L20B. Версия на сжиженном природном газе получила индекс Z20D.

### Устанавливался на
- 1979—1981 Datsun 510 (66 кВт (88 л. с.))
- 1981 Datsun 720
- Nissan Cabstar (Европа, 66 кВт (89 л. с.) при 5000 об/мин)
- 1980—1986 Nissan/Datsun Caravan/Urvan/Nissan Homy E23 (77 кВт (104 л. с.) при 5200 об/мин; европейские версии развивали мощность 64 кВт (86 л. с.))
- 1986—1997 Nissan Caravan/Urvan/Homy E24
- 1985—1988 Nissan Vanette C22 (65 кВт (87 л. с.) при 5200 об/мин)
- 10.1979—11.1980 Nissan Laurel C230
- 11.1980—10.1984 Nissan Laurel C31 (81 кВт (108 л. с.) при 5600 об/мин)
- 1979—1984 Datsun/Nissan Bluebird 910

## Z20E
Z20E является версией Z20S c инжекторной системой подачи топлива и электронным впрыском топлива. Серийно двигатель выпускался с 1979 по июль 1984 года. Мощность составляла 74 кВт (99 л. с.).

### Устанавливался на
- 1979—1981 Datsun/Nissan 200SX
- 1985—1988 Nissan Pickup D21

- 1979—1984 Datsun/Nissan Bluebird 910

## Z22S
Z22S является 2,2-литровым (2188 см3) карбюраторным двигателем, выпускавшимся с 1980 по начало 1983 года. Диаметр цилиндра составляет 87 мм, а ход поршня — 92 мм. Двигатель развивает мощность 64 кВт (86 л. с.).

### Устанавливался на
- 1981—1982 Datsun 720

## Z22E
Z22E является версией Z22 с инжекторной системой подачи топлива и электронным впрыском топлива, выпускавшимся с 1981 по 1983 год для североамериканского рынка.

### Устанавливался на
- 1981—1983 Datsun 200SX (77 кВт (103 л. с. при 5200 об/мин)

## Z24
Z24 является 2,4-литровым (2389 см3) двигателем, выпускавшимся с 1983 по август 1989 года. В апреле 1985 года была представлена инжекторная версия Z24i, которая в 1990 году была заменена KA24E. Мощность варьировалась от 77 до 79 кВт (103—106 л. с.) при 4800 об/мин, а крутящий момент — от 182 до 186 Н⋅м при 4800 об/мин. Диаметр цилиндра 89 мм, ход поршня 96 мм, а степень сжатия — 8,3:1.

### Устанавливался на
- Nissan Patrol
- 05.1983—1986 Nissan/Datsun 720
- 1986 Nissan/Datsun 720 (Z24i; ST)
- 1986—1989 Nissan Hardbody Truck (Z24i)
- 1986—1989 Nissan Pathfinder (E)
- 1987—1990 Nissan Vanette/Nomad